# Friedrich Gottlob Keller

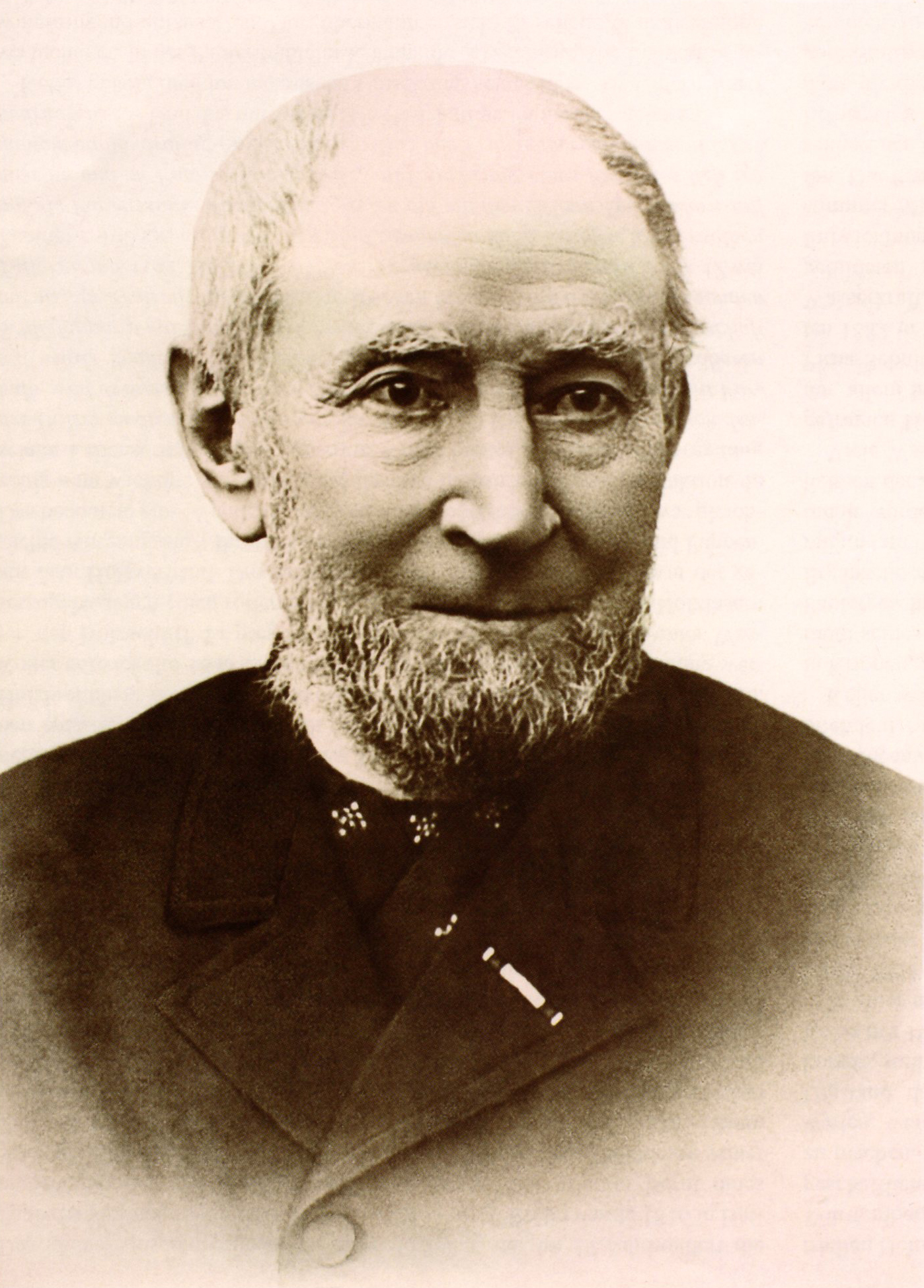
Friedrich Gottlob Keller

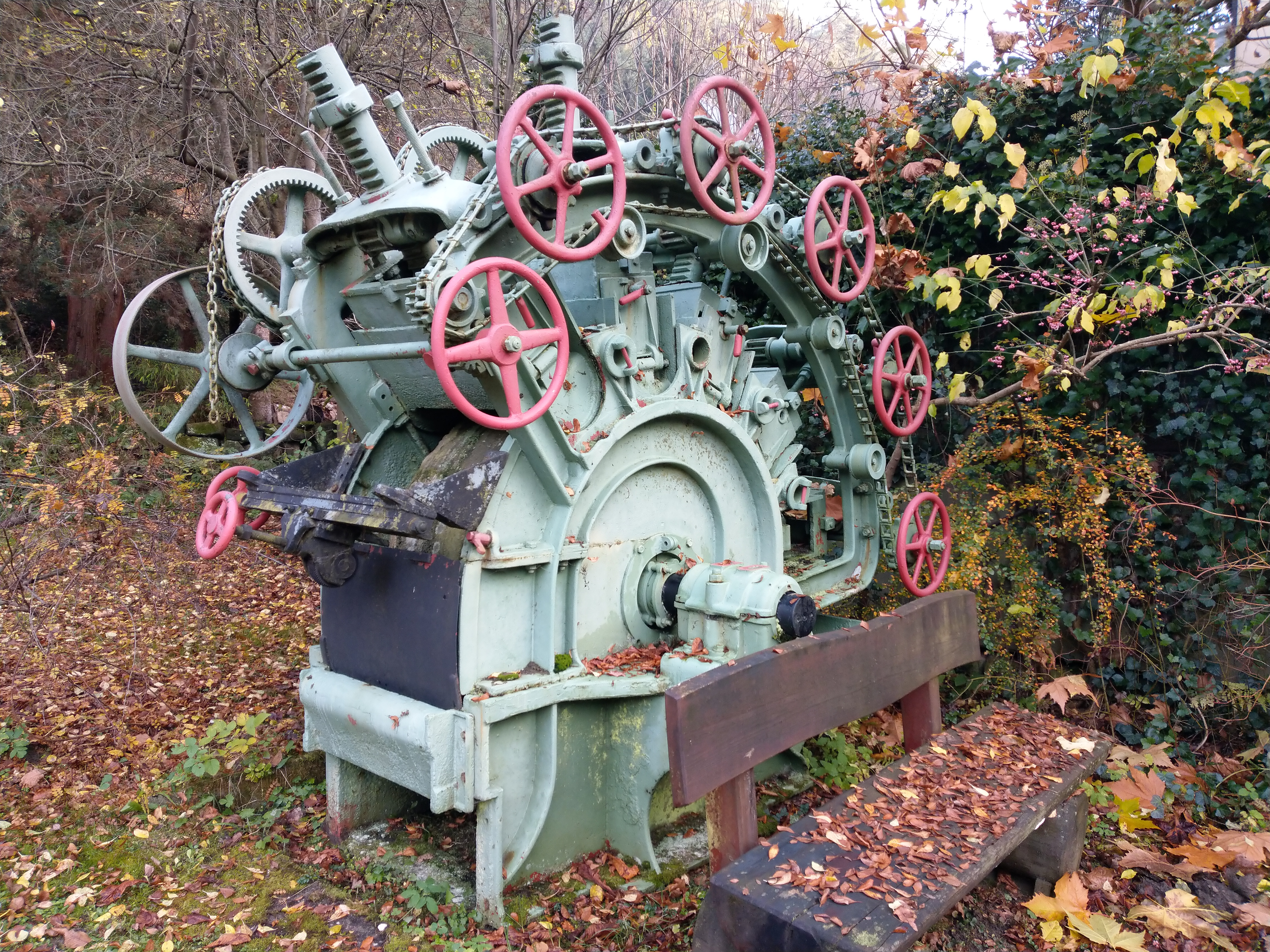
Holzschliffverarbeitungsmaschine (Pressenschleifer) neben dem Wohnhaus Kellers in Krippen

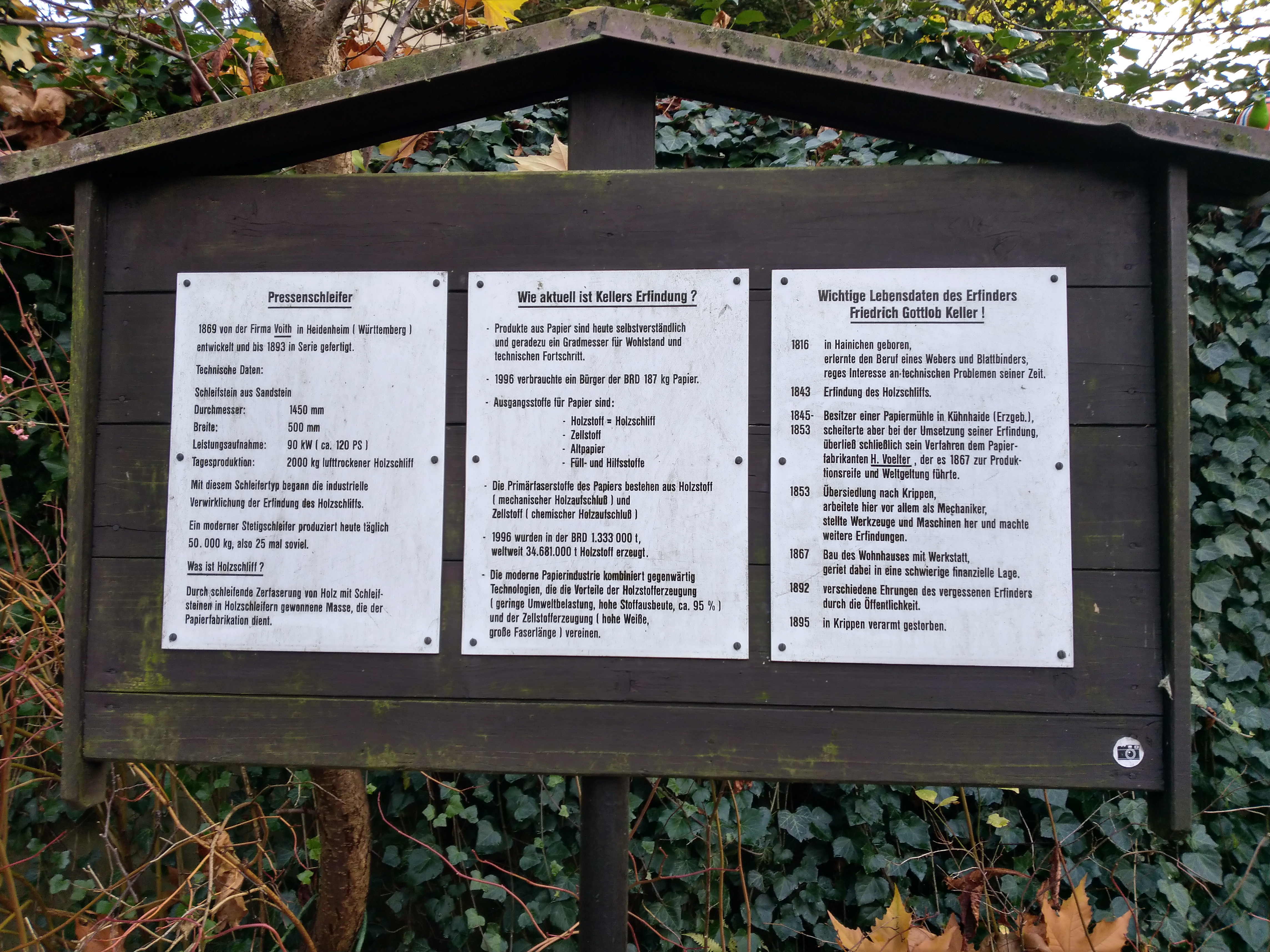
Infotafel über Keller (Lebenslauf) und Co (Firma Voith)

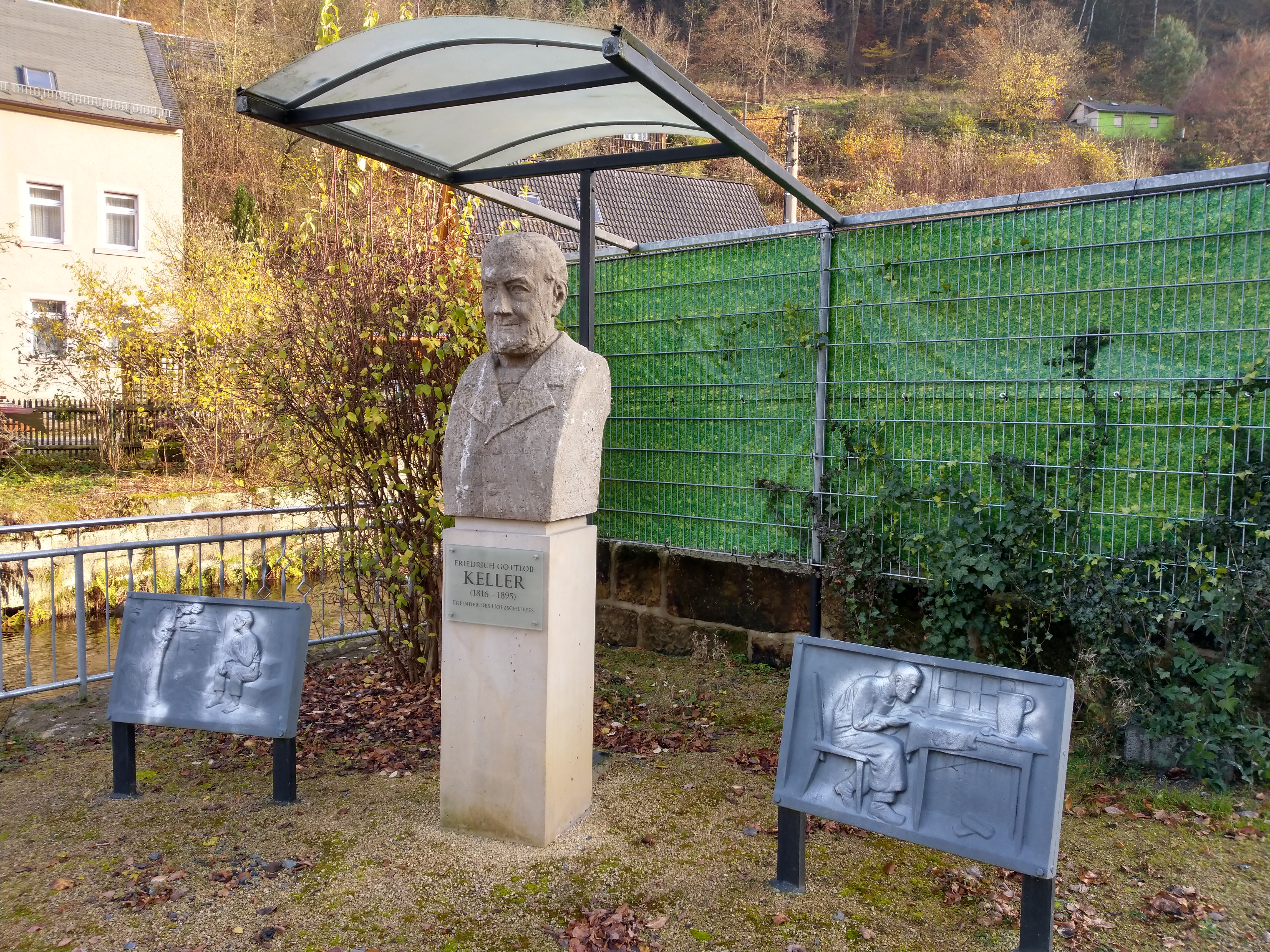
Erinnerungsbüste an F. G. Keller in Krippen

Friedrich Gottlob Keller (* 27. Juni 1816 in Hainichen; † 8. September 1895 in Krippen) war ein deutscher Erfinder. Er entwickelte im 19. Jahrhundert das noch heute übliche Verfahren zur Papierherstellung mittels Holzschliff. Damit schuf er die Grundlage zur industriellen Massenproduktion billigen Papiers.

## Leben und Wirken

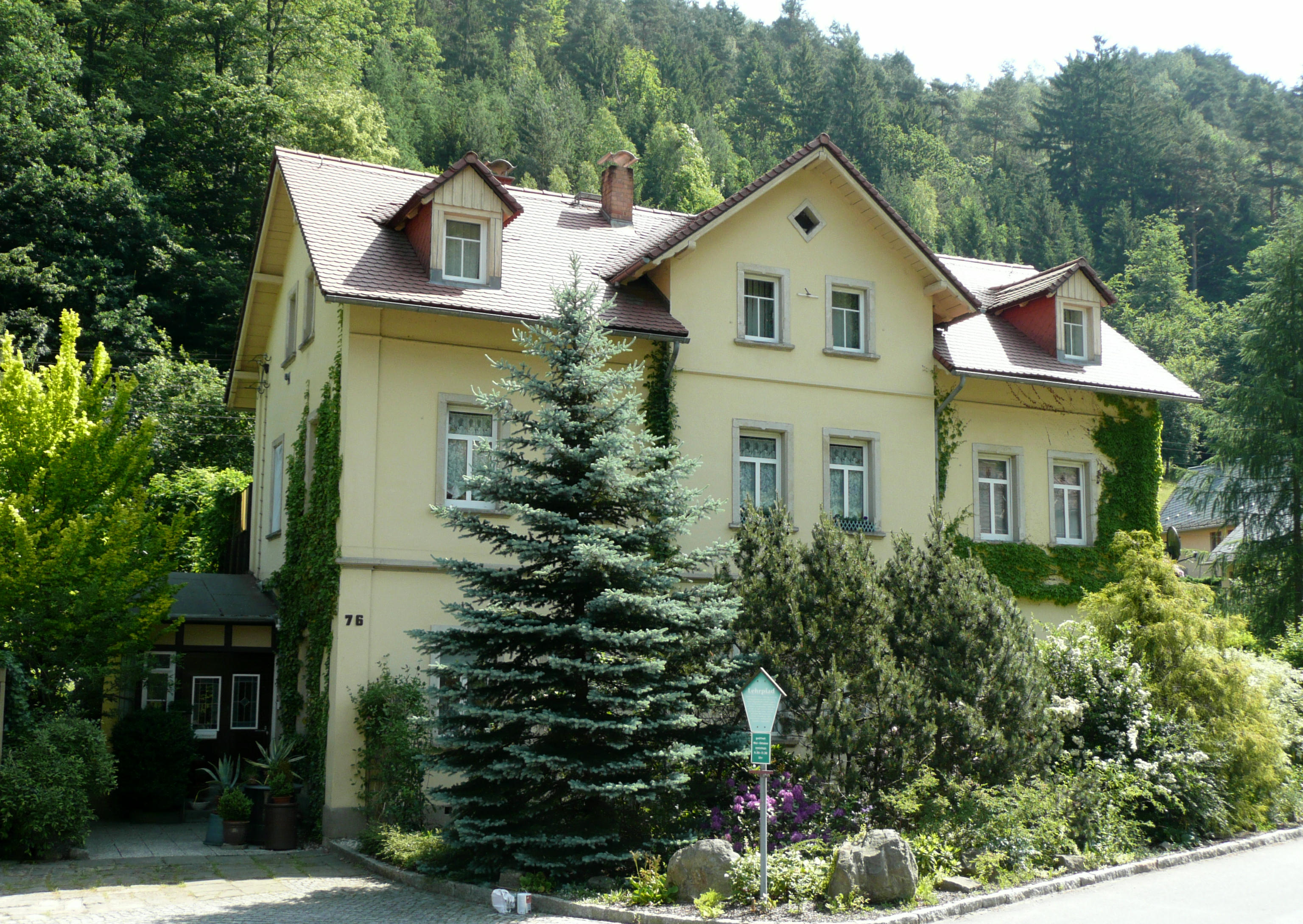
Kellers Wohnhaus in Krippen

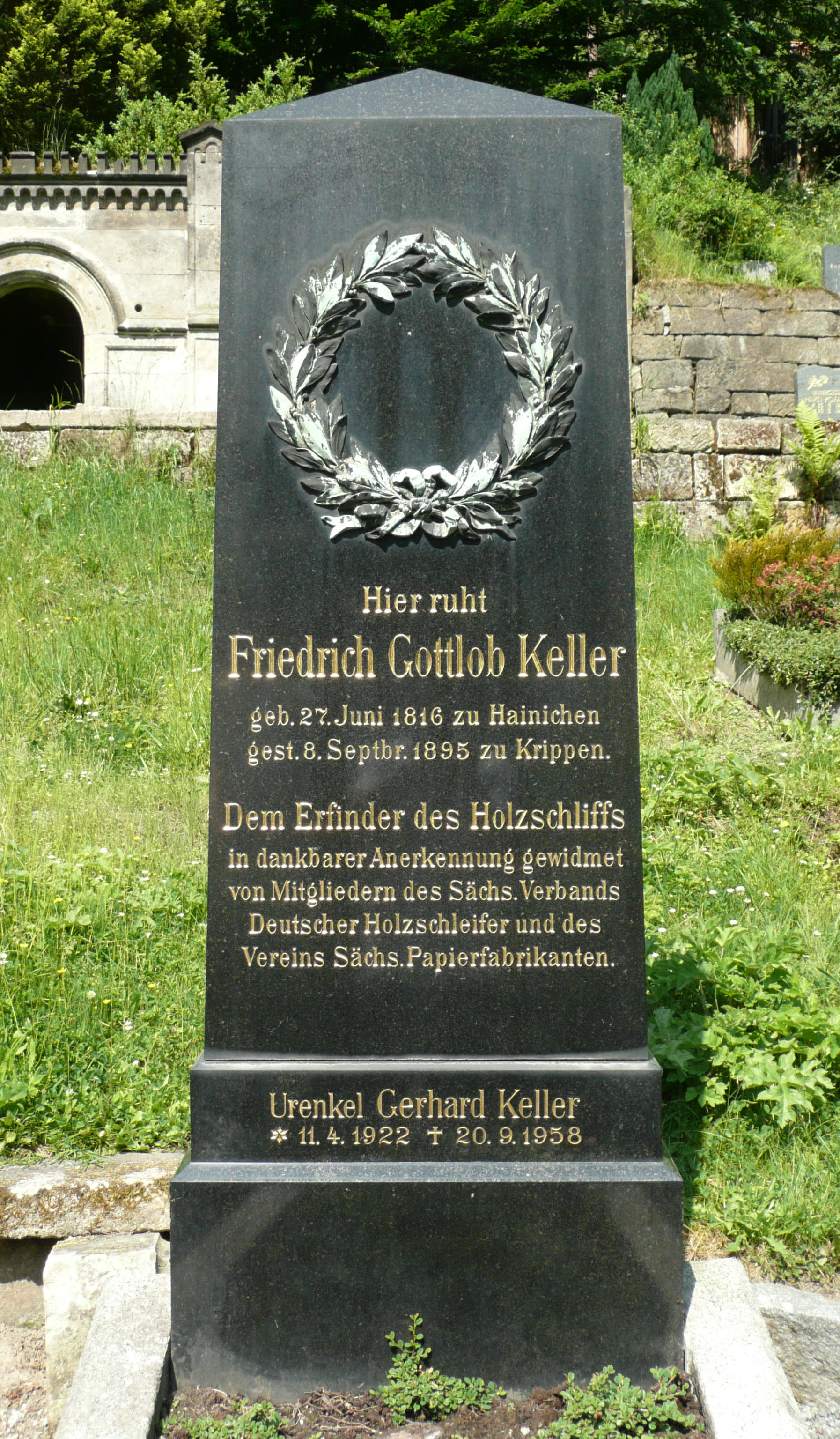
Grabstein in Krippen

Friedrich Gottlob Keller wurde als Sohn des Webermeisters Johann Gottlob Israel Keller und Johanne Christiane, geb. Engelmann geboren. Schon von Kindheit an galt sein Interesse der Technik und Mechanik. Allerdings konnte der daraus resultierende Berufswunsch eines Mechanikers von seinen Eltern nicht finanziert werden, so dass er eine Weber- und Blattbinderlehre absolvierte. 1839 erwarb er in Hainichen die Rechte eines Webermeisters.
Keller galt als rastloser Geist, Bastler und Erfinder, der in seinem ursprünglichen Beruf keine Befriedigung fand. Er beschäftigte sich vielmehr mit Verbesserungs- bzw. Neuerungsvorschlägen für technisch-mechanische Vorgänge. Überliefert sind Projekte, in denen er sich unter anderem mit der Telegrafie, Verbesserungen an landwirtschaftlichen Geräten und einem Wasserhebungsapparat auseinandersetzte. Auch an einem Perpetuum mobile versuchte er sich.
Mit seiner Haupterfindung, dem Holzschliffpapier, griff er eines der drängendsten industriellen Probleme seiner Zeit auf. Die bis dato übliche Methode zur Papierherstellung aus Textillumpen (Hadern) stieß aufgrund des Mangels an Lumpen bereits um 1700 an ihre Grenzen. Gerade in der ersten Hälfte des 19. Jahrhunderts stieg aber die Papiernachfrage. Papier wurde für das aufstrebende Zeitungswesen, für Verpackungen, Karton, Pappen und viele Zwecke mehr in großen Mengen benötigt.
In Kellers handschriftlichen Aufzeichnungen, die er in Form eines Ideenbüchleins führte, findet sich 1841/42 die Idee „Papier zu fertigen, von Holzfasern, welche durch Friction erzeugt werden“. Bei der Umsetzung dieser Idee erinnerte er sich an Wespennester, die aus eingespeichelten Holzfaserstoffen bestehen. Ende 1843 gelang Keller aus einer Mischung von fein geschliffenem Holz und Lumpen, die auf Textilien getrocknet wurde, die handwerkliche Papierherstellung. Am 11. Oktober 1845 wurde die erste Zeitung in 80 Exemplaren auf Holzschliffpapier gedruckt.
Zur industriellen Auswertung seiner Erfindung erwarb Keller 1845 eine Papiermühle in Kühnhaide bei Marienberg im Erzgebirge. Seine Versuche, aus seiner Erfindung Kapital zu schlagen, scheiterten aber am fehlenden kaufmännischen Geschick und ungenügenden Eigenkapital. Zudem wurde ein Teil der Mühle während eines Hochwassers zerstört, so dass der verschuldete Keller gezwungen war, im Jahre 1846 sein Patent zur Papierherstellung dem Papierfabrikanten Heinrich Voelter (1817–1887) aus Heidenheim zu überlassen, der dann zusammen mit Johann Matthäus Voith (1803–1874) das Kellersche Holzschliffverfahren weiterentwickelte.
1853 siedelte Keller nach Krippen um und betrieb dort eine mechanische Werkstatt. In der Folgezeit beschäftigte sich der Erfinder mit der Entwicklung forstwirtschaftlicher Messwerkzeuge und der Herstellung von Fräs- und Hobelmaschinen. Seine Schulden konnte er dabei nicht abbauen. Erst ein 1892 erfolgter Aufruf an die Öffentlichkeit ermöglichte aus Sammlungen die Zahlung einer monatlichen Rente. Der Aufruf bewirkte zudem, dass die Verdienste Kellers stärker in das öffentliche Blickfeld rückten, so dass er noch im Alter geehrt und ausgezeichnet wurde. Die Schauanlage Technisches Denkmal Neumannmühle im Kirnitzschtal bei Bad Schandau erinnert an ihn als Erfinder des Holzschliffs.
Friedrich Gottlob Keller starb in Krippen. Hier befindet sich auch seine letzte Ruhestätte.

## Verdienst
Kellers Verdienst lag im Einbringen der Holzfaser in die Papierproduktion. Diese Ausweitung der Rohstoffbasis ermöglichte die großindustrielle und billige Papierherstellung. Damit wurde der Grundstein für die Entwicklung der polygrafischen Industrie und des modernen Zeitungswesens gelegt. Als erste Zeitung, welche auf Kellers neuem Papier gedruckt wurde, nennt man heute das Frankenberger Kreisblatt ab 1845. Es wird fälschlicherweise als erste Zeitung der Welt bezeichnet. Keller kann damit auch ein wesentlicher Anteil an der breiten Wissens- und Informationsverbreitung zugerechnet werden. Er hat Anteil daran, dass Papier in seinen vielen Verwendungsformen Einzug in den breiten Alltag der Menschen genommen hat.

## Ehrungen

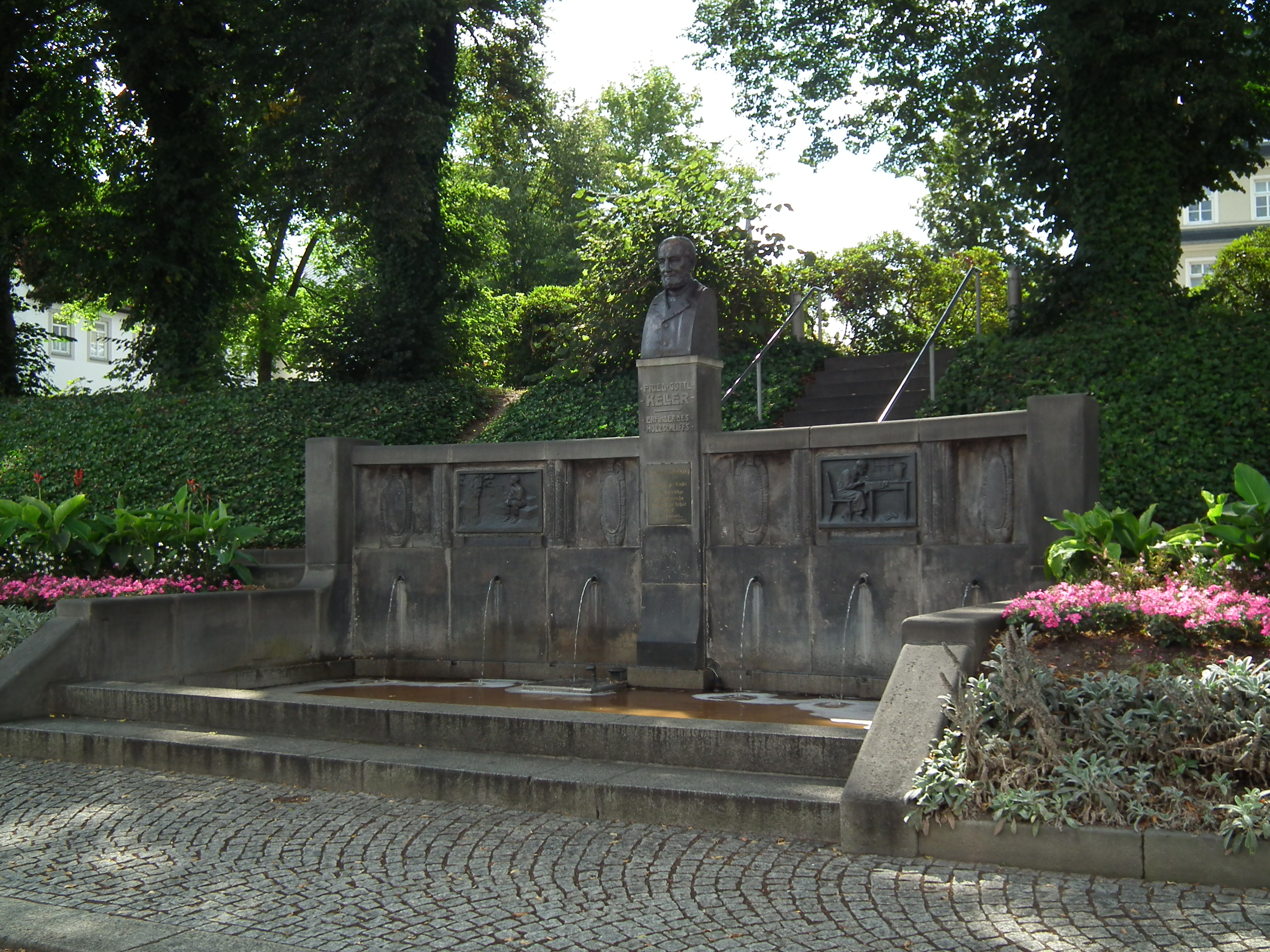
Denkmal in Hainichen

- Ihm zu Ehren wurde in seinem ehemaligen Wohnhaus in Krippen, Friedrich-Gottlob-Keller-Straße 76, ein Museum eingerichtet. Nach dessen Schließung wurden die Exponate deponiert.
- Seine Geburtsstadt Hainichen ernannte ihn 1893 noch zu Lebzeiten zum Ehrenbürger und errichtete später ein Denkmal.
- Das Königreich Sachsen ehrte ihn 1893 durch Verleihung des kgl. sächs. Verdienstordens zweiter Klasse.[3]
- Der Akademische Papieringenieurverein an der Technischen Universität Dresden e. V. verleiht die Friedrich-Gottlob-Keller-Medaille für hervorragende wissenschaftliche, technische oder industrielle Leistungen auf dem Gebiet der Papiertechnik.[4]

## Archive
- Keller-Sammlung im Gellert-Museum Hainichen[5]
- Deutsches Buch- und Schriftmuseum der Deutschen Nationalbibliothek Leipzig